# Ahuayco Olleros
Ahuayco Olleros es un caserío peruano ubicado en el distrito de Ayabaca, perteneciente a la provincia homónima del departamento de Piura, al norte del Perú. 

## Ubicación
Ahuayco Olleros se ubica al este de la provincia de Ayabaca, en el distrito de Ayabaca, en el departamento de Piura.

## Demografía
En 2017 Ahuayco Olleros tenía una población de 73 habitantes.